# Аннаполис Велли
Аннаполис Велли (англ. Annapolis Valley; долина Аннаполис) — долина, исторический и экономический регион в канадской провинции Новая Шотландия. Расположена в западной части полуострова Новая Шотландия, частично ограничена двумя горными цепями вдоль берега залива Фанди. Статистическая служба Канады определяет долину Аннаполис как экономический регион, состоящий из округов Аннаполис, Кингс и Хантс.
Численность населения долины Аннаполис на 2021 год составила 129 306 человек.

## География
Длина долины Аннаполис примерно равна 126 километрам, от Дигби и бассейна Аннаполиса на западе до Вулфвилла и бассейна Минас на востоке, охватывая округа Дигби, Аннаполис и Кингс.
Иногда в Аннаполис Велли также включают западную часть округа Хантс, в том числе города Хантспорт и Уинсор расположенные дальше на восток, но с географической точки зрения они являются частью долины реки Эйвон.
Базальтовый кряж Северных гор защищает долину от влияния соседнего залива Фанди. Горная цепь достигает более 260 метров высоты недалеко от Лоуренстауна. Гранитные Южные горы поднимаются на несколько бо́льшую высоту и защищают долину Аннаполис от климата Атлантического океана. Эти горы уходят примерно на 100 километров вглубь полуострова в направление к южном берегу провинции.
Укрытие, создаваемое этими двумя горными хребтами, сформировало особый микроклимат, который обеспечивает относительно мягкие температуры в регионе, а в сочетании с плодородными ледниковыми осадочными почвами долины, Аннаполис Велли стабильно даёт высокую урожайность выращиваемых здесь овощей и фруктов. 
В долине есть две крупные реки: река Аннаполис, которая течёт на запад от болота Карибу в центральной части долины в бассейн Аннаполиса; и река Корнуоллис, которая течёт на восток от болота Карибу в бассейн Минас. Хребты Северной горы образуют северную сторону долины Аннаполис. Также на востоке, в двух меньших долинах к северу от реки Корнуоллис, текут реки Канард и Хабитант, обе из которых также впадают в бассейн Минас.

## История

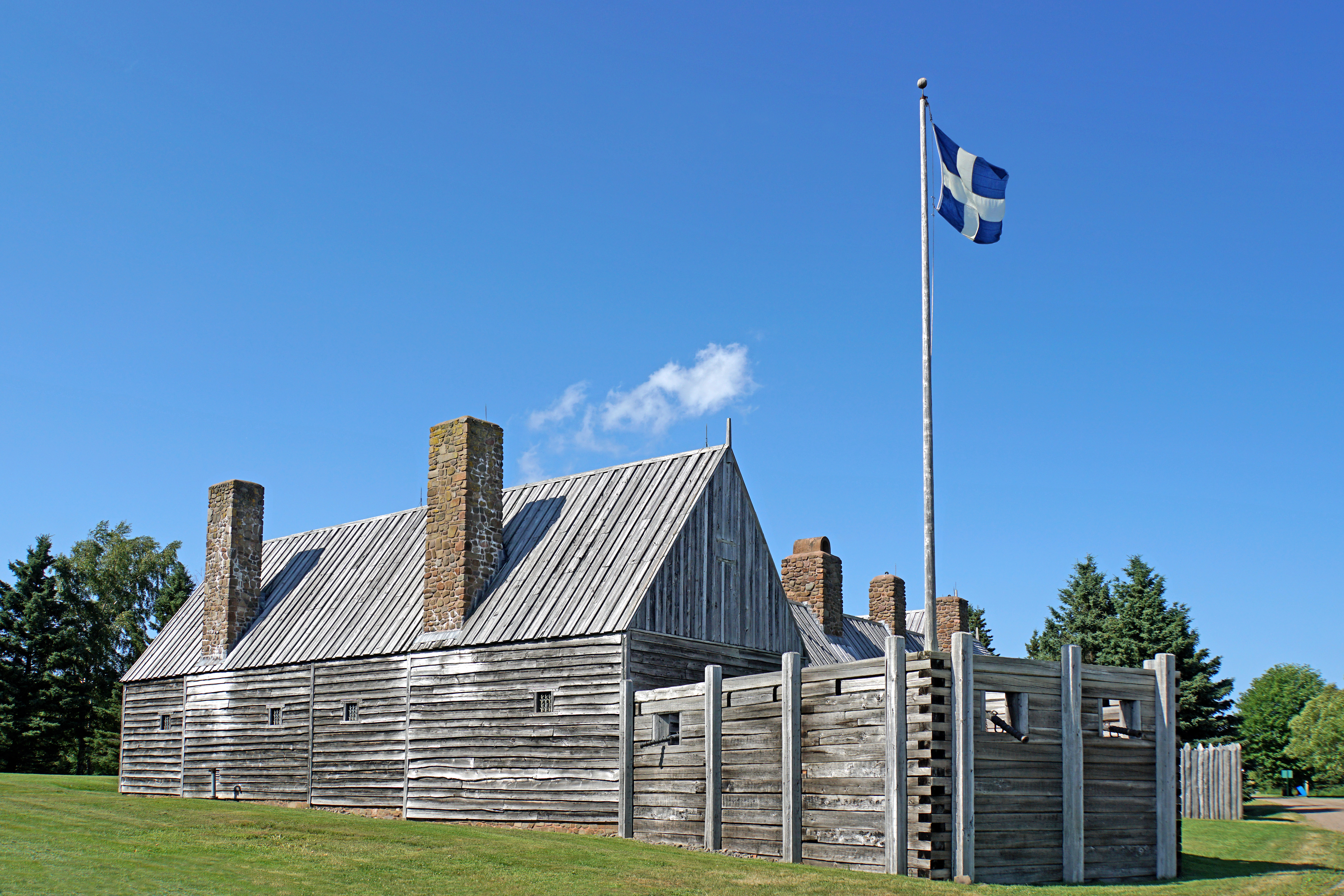
Реконструкция французского подворья XVII века в Порт-Рояле. В Аннаполис Велли появились одни из первых европейских поселений в Северной Америке

В 1603 году король Франции Генрих IV предоставил Пьеру Дюгуа монополию на торговлю мехом на большой территории в Северной Америке при условии основания там колоний. Давно заселенная племенем микмаков, Аннаполис Велли с 1605 года стала застраиваться французскими поселениями, начиная с Порт-Рояля, недалеко от современного Аннаполис-Ройяля в западной части долины. Оттуда акадийцы распространились по всей долине. В их поселениях строились дамбы, чтобы защитить приливные земли вдоль рек Аннаполис и Корнуоллис. Они жили здесь вплоть до изгнания британцами в 1755 году, которое было увековечено в Гранд-Пре в восточной части Аннаполис Велли.
Колонисты из Новой Англии переехали в эти места, чтобы занять заброшенные сельскохозяйственные угодья Акадии. Освоение региона ускорилось также после начала Американской революции, когда сюда прибыло значительное количество британских лоялистов, а также протестантов из других стран. За ними, во время англо-американской войны 1812 года, последовали освобожденные африканцы. Потом была волна ирландских иммигрантов середины XIX века и голландских иммигрантов после Второй мировой войны.
Сельское хозяйство в долине Аннаполиса процветало с конца XIX века, во многом благодаря постройке Виндзорской и Аннаполисской железной дороги (позже ставшей Атлантической железной дорогой Доминиона), которая способствовала вывозу урожаев яблок долины Аннаполис на большие экспортные рынки.
Региональная библиотека долины Аннаполис была основана в 1949 году. Это была первая региональная библиотечная система в Новой Шотландии.

## Экономика

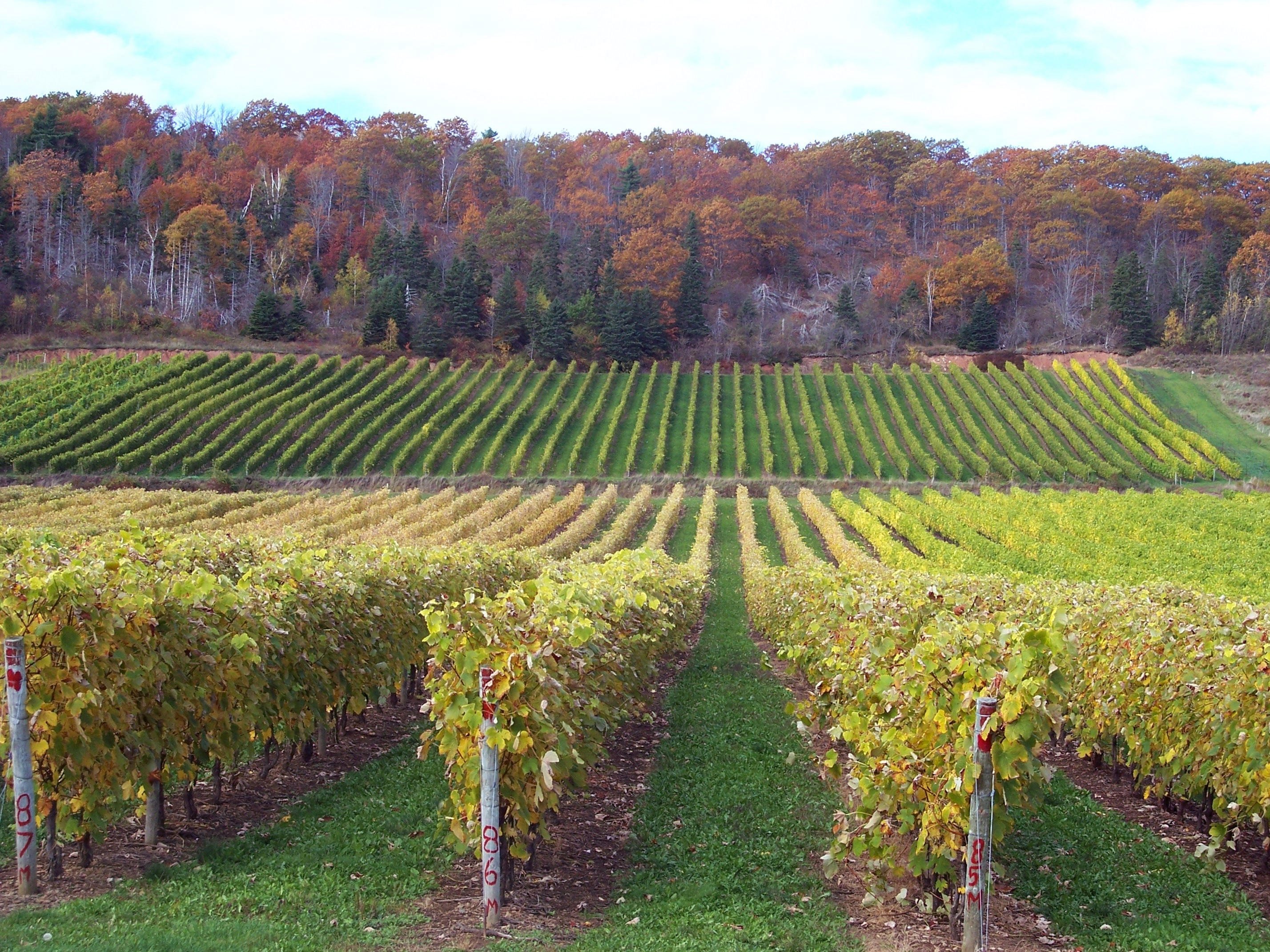
Виноградники одной из виноделен Аннаполис Велли, «Gaspereau Vineyards»

Долина Аннаполис традиционно развивалась на диверсифицированной сельскохозяйственной отрасли с широким спектром продукции, от выращивания домашнего скота до развитого садоводства и культивации ягод. За последнюю четверть века здесь также развилась винодельческая промышленность. Несколько известных местных виноделен, таких как Gaspereau Vineyards, получили национальные и международные награды за свою продукцию.
Долина Аннаполис особенно известна своими урожаями яблок и насчитывает более 1000 ферм различных типов, большинство из которых являются относительно небольшими семейными предприятиями.
История культивирования яблок в Аннаполис Велли отсчитывается с 1633 года, когда первые яблони были посажены здесь французскими поселенцами. Селекция и выращивание яблок в Аннаполис Велли создали предпосылки для появления в данной местности специализированной научной базы. Один из самых больших и разнообразных яблоневых садов в мире находится в городе Кентвилле при Кентвиллском центре сельскохозяйственных исследований. В этом саду выращиваются более 1000 сортов яблок из более чем 40 стран мира. В Кентвиллском центре выводятся собственные новые сорта яблок.
Сегодня в развитии Аннаполис Велли по-прежнему преобладает сельское хозяйство, но также наблюдается диверсификация местной экономики, отчасти благодаря деятельности образовательных центров, при Университете Акадии в Вулфвилле и муниципальном колледже Новой Шотландии, чьи кампусы расположены в Кентвилле, Миддлтоне, Лоуренстауне и Дигби.
У завода Michelin в долине Аннаполис действует завод по производству грузовых шин в Уотервилле.
Министерство национальной обороны имеет в Аннаполис Велли крупнейшую в канадской прибрежной зоне Атлантического океана базу королевских ВВС CFB Greenwood, а также крупный армейский учебный центр в Кэмп-Алдершоте, недалеко от Кентвилла.

## Туризм и культурно-массовые мероприятия
Туризм также является важной отраслью для данного региона, так как долина Аннаполис известна своими живописными видами, хотя сегодня некоторым из них угрожает урбанизация пригородов в восточной части Аннаполис Велли, что может несколько снижать туристическую привлекательность. Долина также борется с загрязнением экологии отходами с ферм и стоками канализации, попадающими в две основные реки, Аннаполис и Корнуоллис. Долина Аннаполис стала локацией для большинства виноделен Новой Шотландии, расположенных либо в долине Гасперо, либо в районах Каннинг, Гранд-Пре или Медвежьей реки.
Долина Аннаполис является местом проведения ежегодного фестиваля цветущей яблони, который проводится в конце весны. В июле проходит ежегодное мероприятие «Steer Bar-B-Que» в Кингстоне и фестиваль «Heart of the Valley» в Миддлтоне. В августе проходят дни «Mud Creek» в Вулфвилле и выставка долины Аннаполис в Лоуренстауне. Фестиваль сидра в Бриджтауне проходит в середине сентября. Канадский музыкальный фестиваль «Deep Roots» проводится каждый год в конце сентября в Вулфвилле. На этом местном фестивале, поддерживаемом городом Волфилл и Университетом Акадии, многое обеспечивается трудом более чем 100 волонтёров, при активной финансовой и материальной поддержке практически всех слоев населения долины.
В конце октября Вулфвилл и округ Кингс принимают у себя специализированный (на фуд-культуре и кулинарии) кинофестиваль Devour! The Food Film Fest, а также ежегодный международный кулинарный фестиваль. Каждую неделю фермерские рынки в Аннаполис-Рояле, Бриджтауне, Миддлтоне, Кентвилле, Кингспорте, Бервике и Вулфвилле реализуют населению множество свежих продуктов питания, фруктов и овощей произведённых и выращенных в долине.

## Галерея

Виды долины Аннаполис
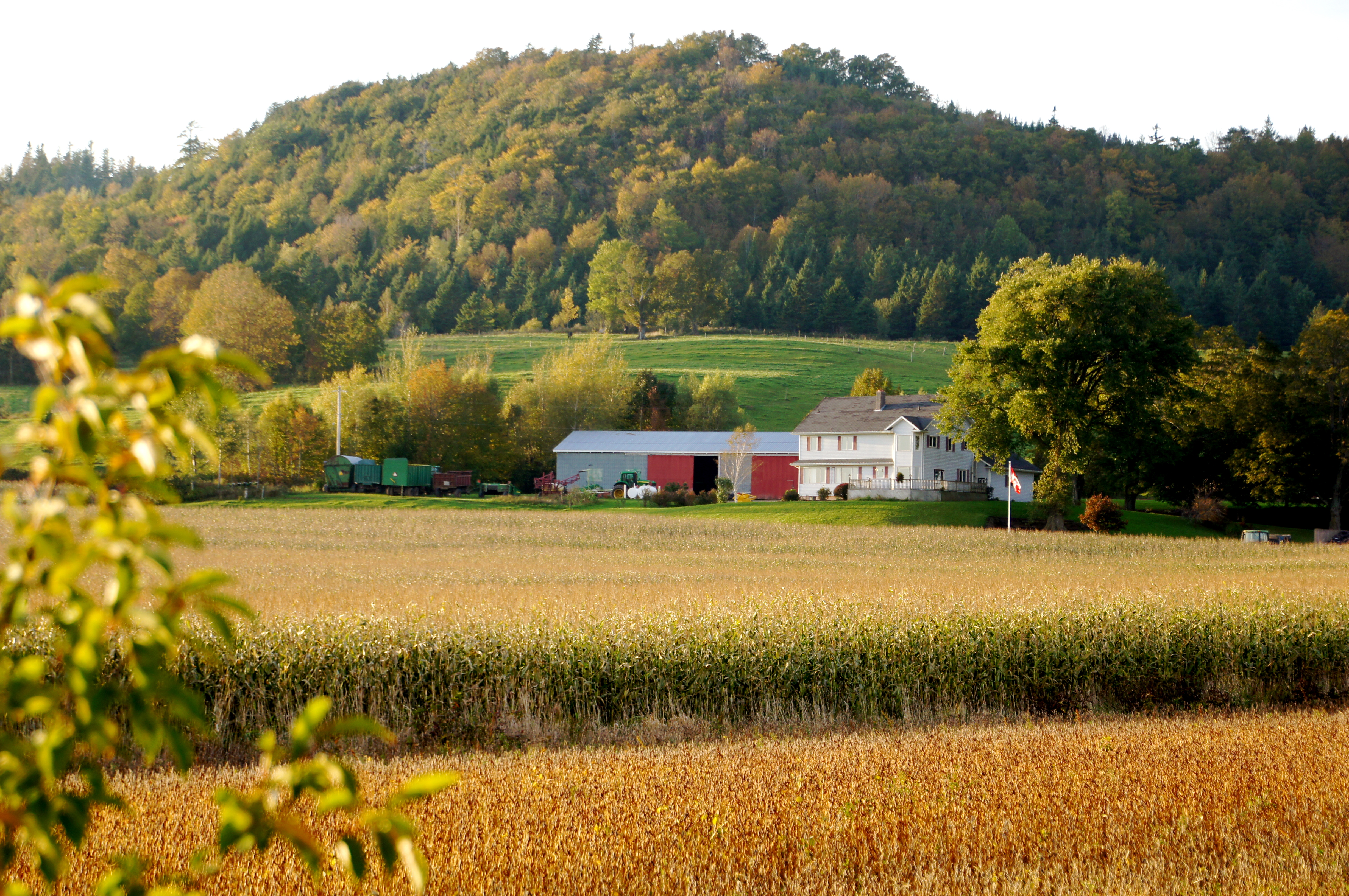
Выращивание кукурузы в долине Аннаполис, Графтон
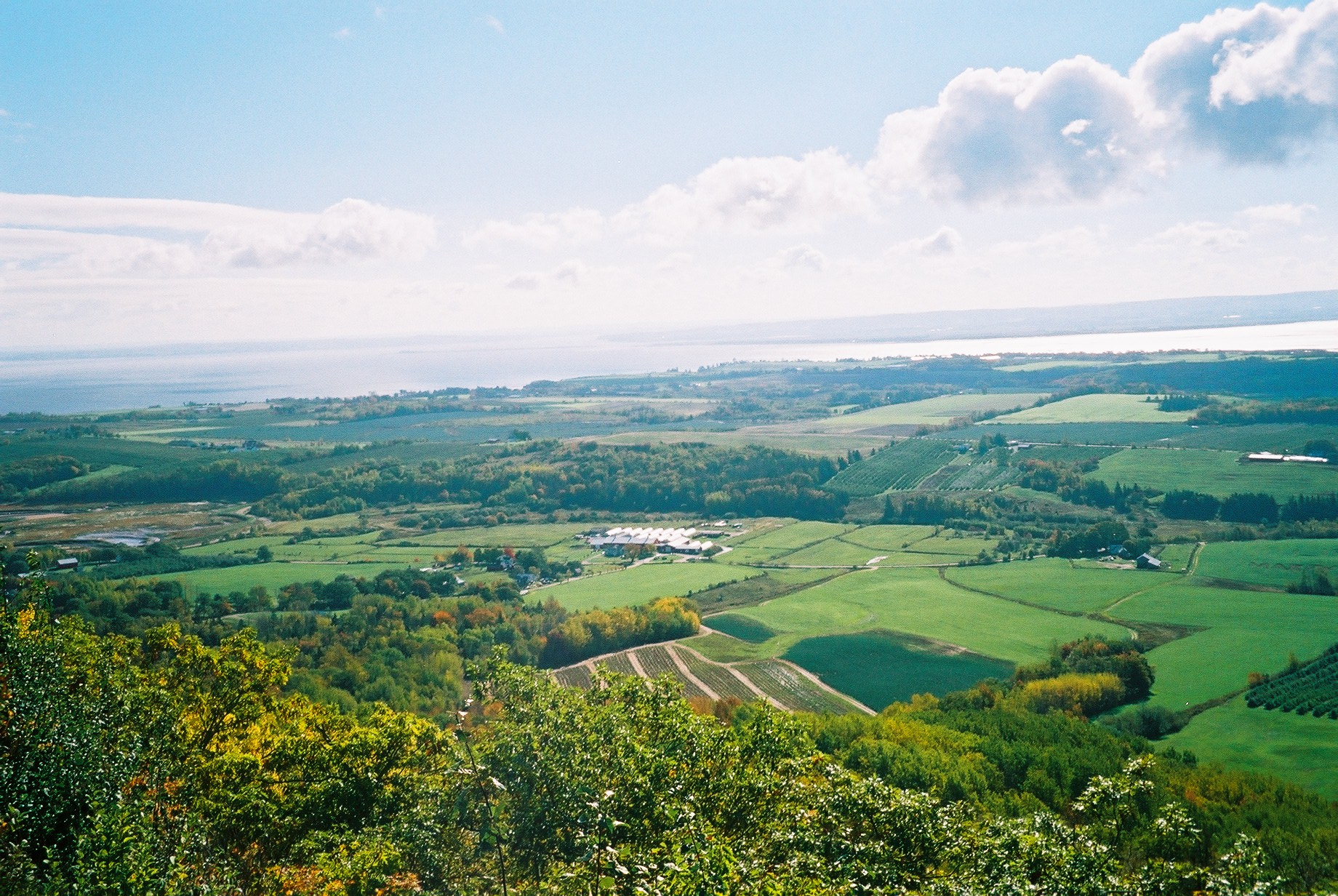
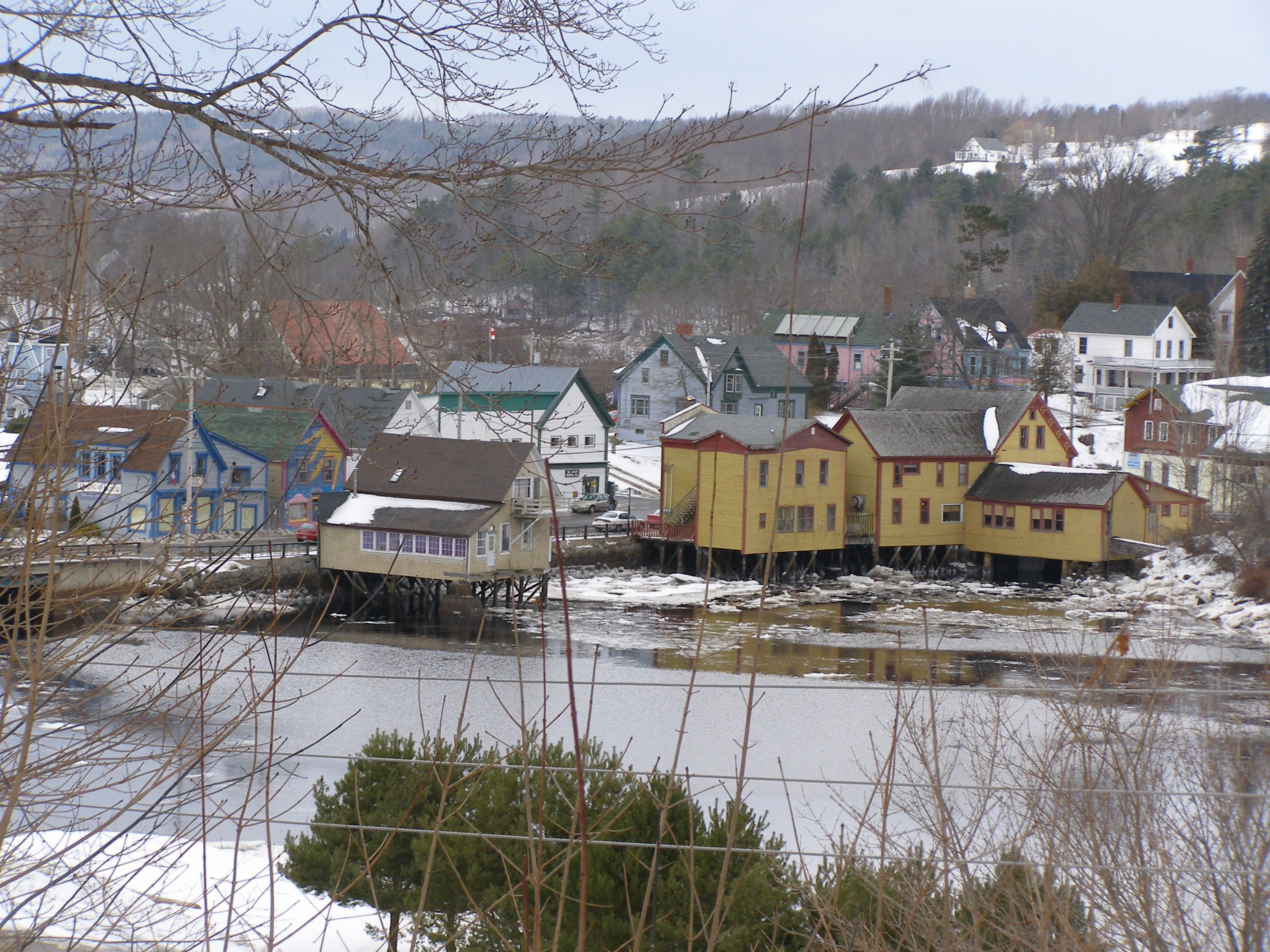
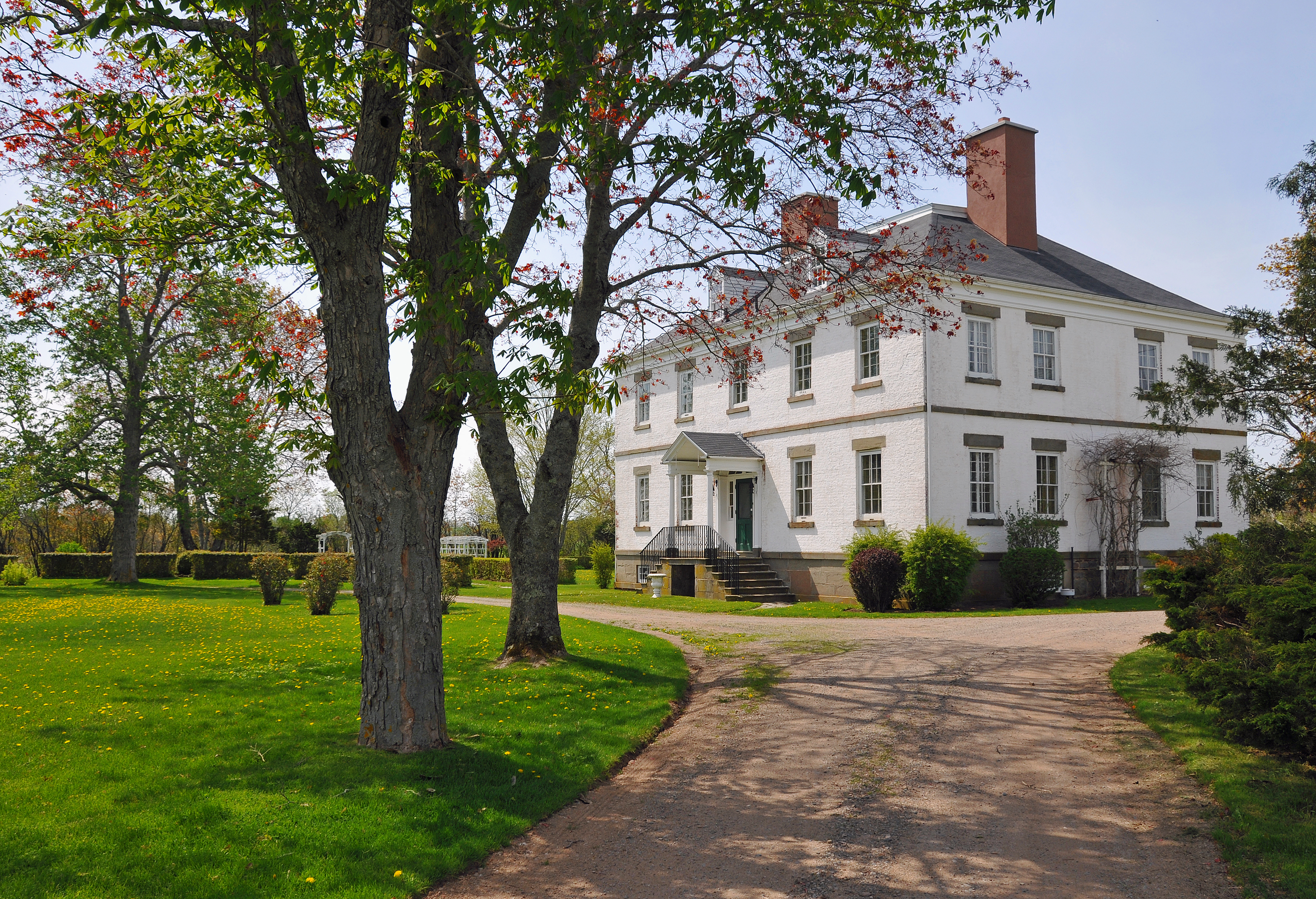
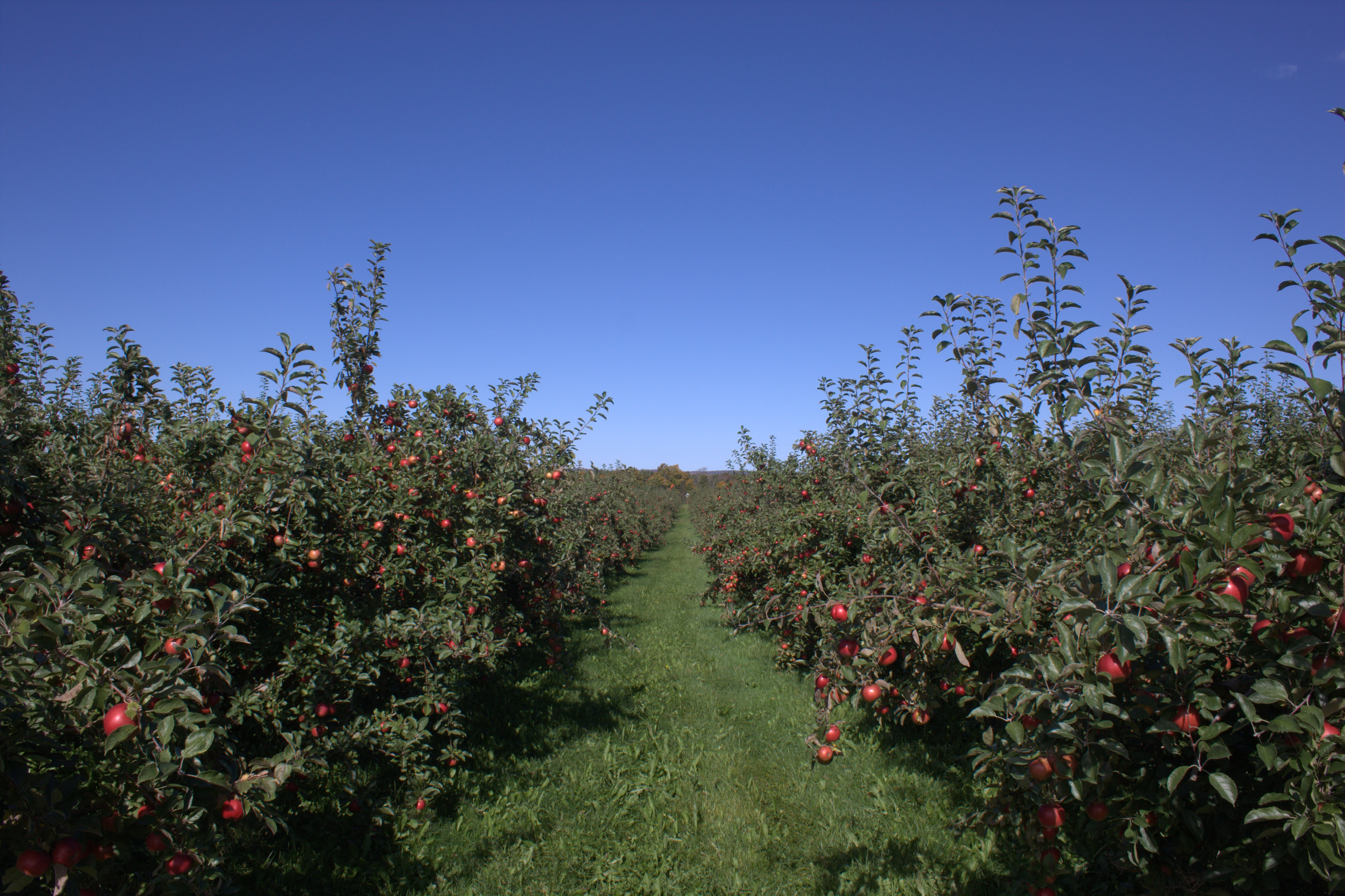
Яблоневый сад сорта Ханикрисп[англ.]
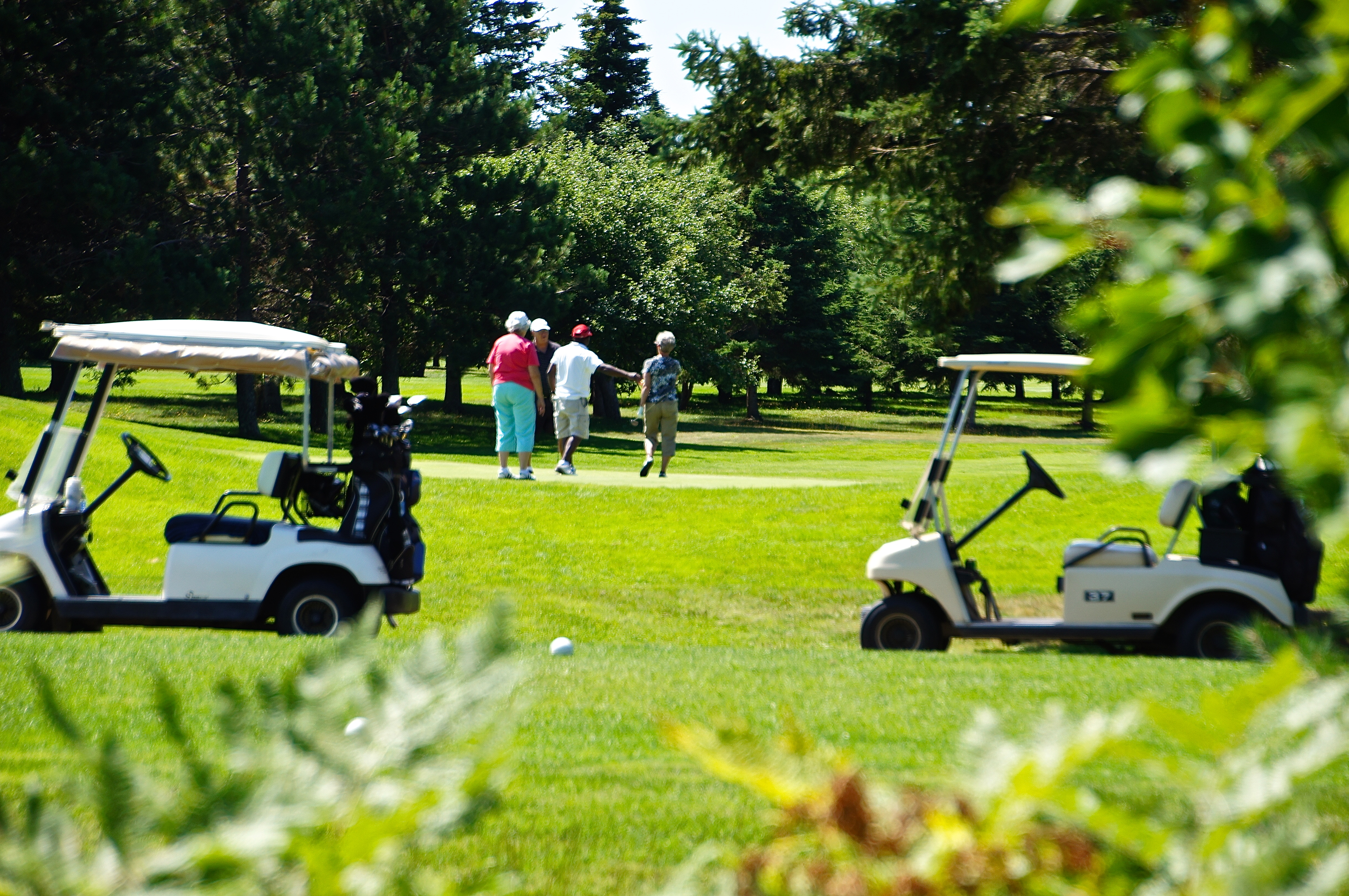
Загородный клуб
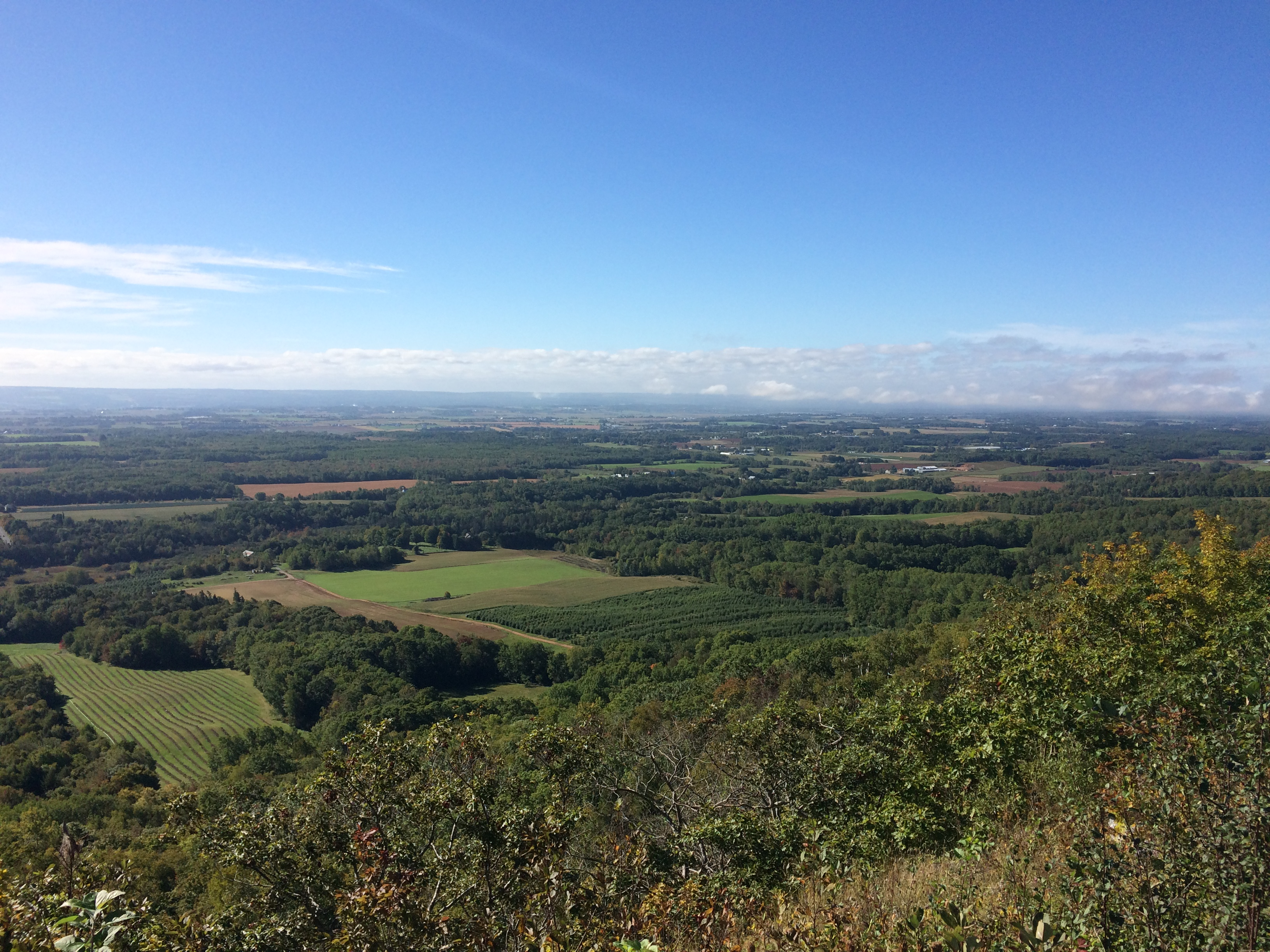
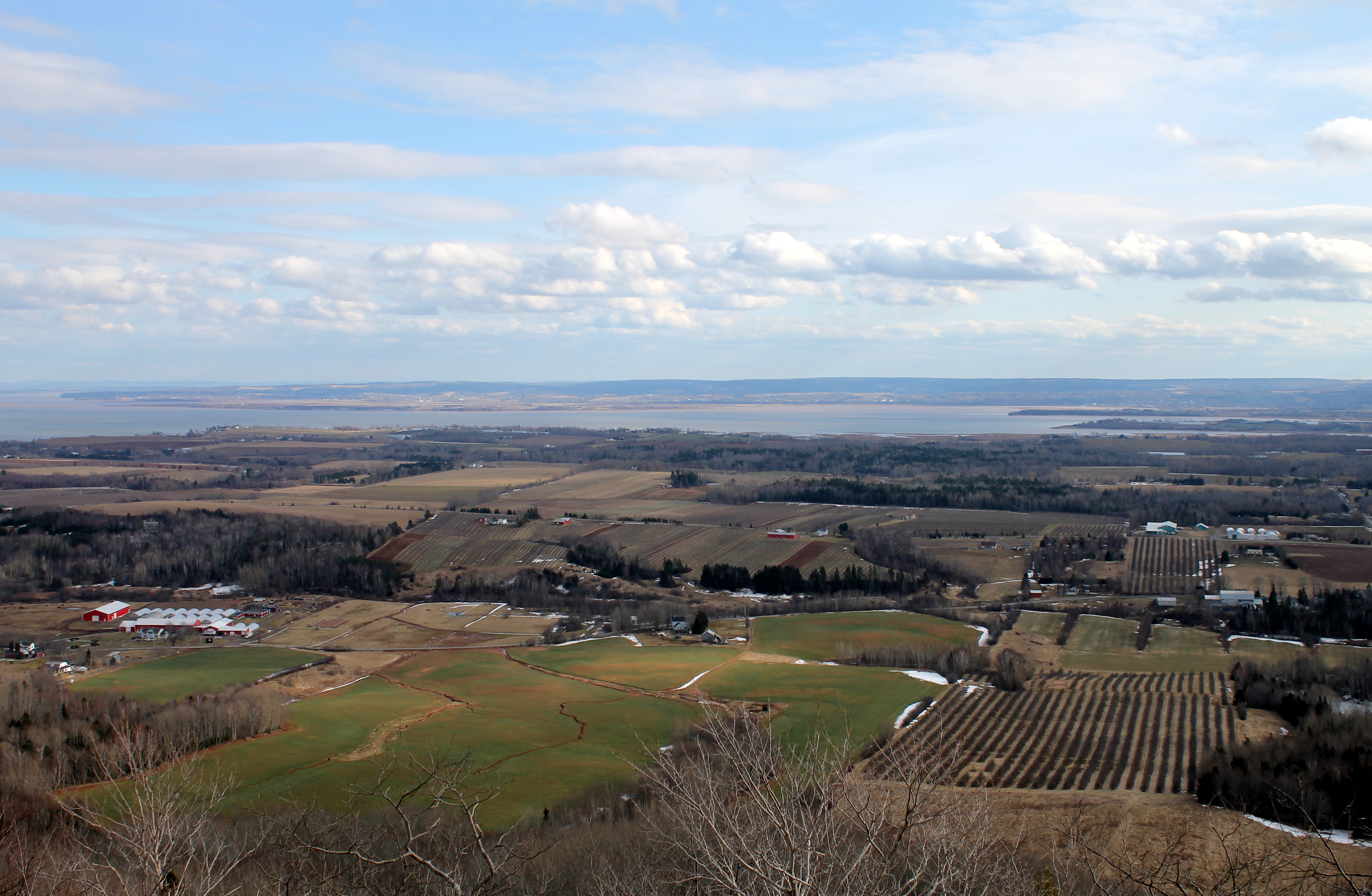